# Blindage réactif

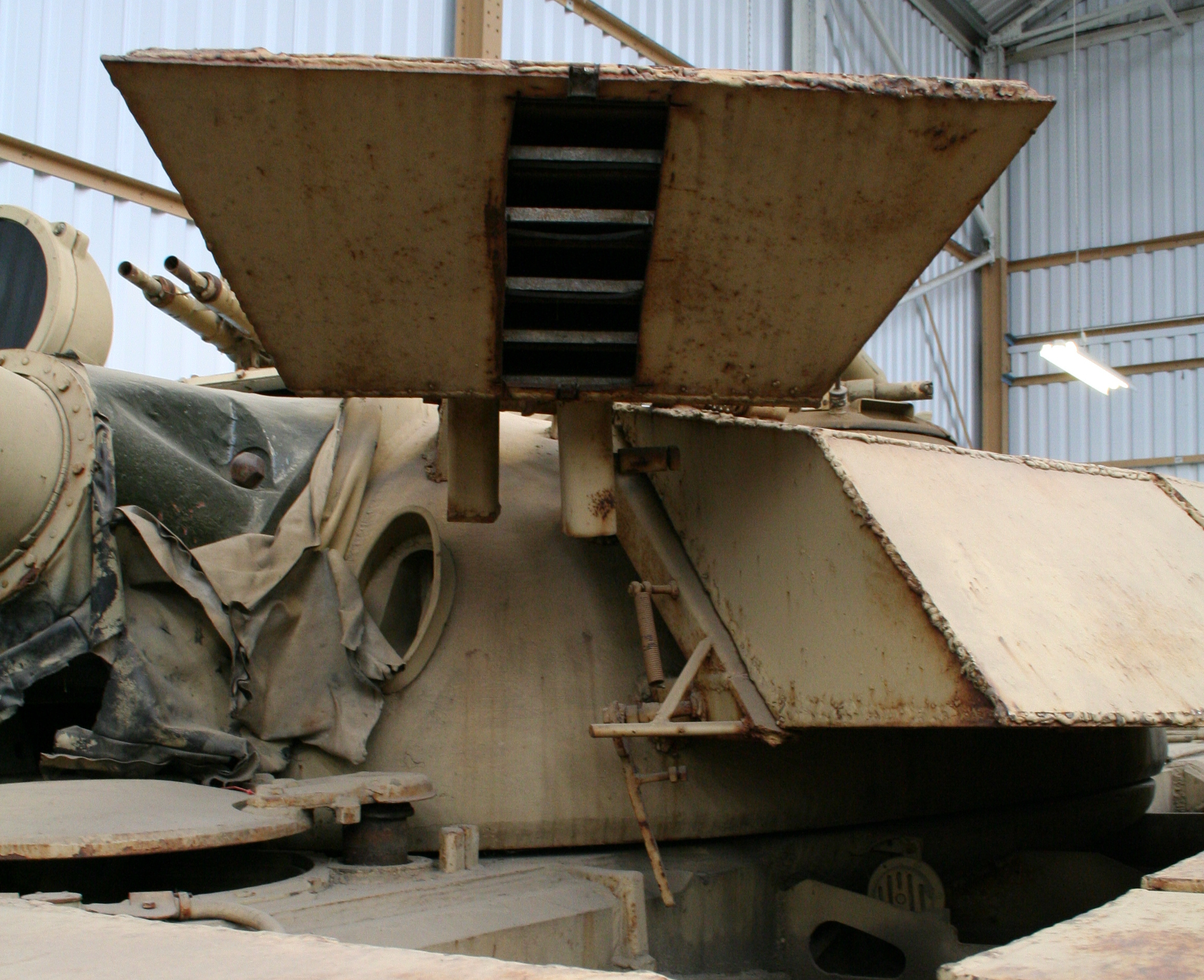
Le module de surblindage de ce T-55 Enigma irakien renferme un blindage réactif composé de six sandwichs faits chacun d'une feuille de caoutchouc intercalée entre des plaques d'acier et d'aluminium.

Le blindage réactif, anciennement appelé blindage actif, est un type de blindage utilisé sur les véhicules blindés. Contrairement à un blindage conventionnel qui demeure inerte lors de l'impact d'un projectile, le blindage réactif réagit au contact de ce dernier dans le but de le déstabiliser, le fragiliser voire le cisailler en plusieurs morceaux. Son but est avant tout de réduire radicalement l'énergie du projectile de sorte qu'il ne perce pas la plaque de blindage en dessous.

## Types

### Plaques accélérées par choc
Les plaques accélérées par choc (PAC), en anglais : Non Energetic Reactive Armor (NERA), est un blindage réactif dit « passif » car composé d'un matériau composite, inerte, comme le caoutchouc, à la place d'un feuillet explosif, ce qui permet de les assembler à plusieurs dans un caisson. Depuis les années 1980, il constitue l'élément principal de la protection des chars de combat.

### Blindage semi réactif
Blindage semi réactif, en anglais : Semi-Energetic Reactive Armor (SERA) ou Non eXplosive Reactive Armor (NXRA) reprend le fonctionnement des PAC mais utilise un matériau inerte plus expansif.

### Blindage réactif explosif
Le blindage réactif explosif, en anglais : Explosive Reactive Armor (ERA), est constitué d'un ou plusieurs feuillets explosifs intercalés entre deux plaques d'acier qui s'écartent lors de la détonation de l'explosif, après l'impact du projectile.
Une variante du précédent, le blindage réactif composite explosif, en anglais : Self-Limiting Explosive Reactive Armor (SLERA) où l'acier est remplacé par des matériaux composites afin de limiter les éventuels dommages collatéraux (infanterie évoluant à proximité du véhicule blindé).

### En cours de développement
Blindage pro-réactif explosif, en anglais : « Explosive PRo-active Armor (EPRA) » : un blindage réactif explosif intelligent qui identifie le projectile à l'impact afin de déterminer sa menace réelle en vue de se laisser traverser ou détoner. Il est également capable de discriminer les leurres et les munitions de petits calibres.